# Antes das Primeiras Estórias
Antes das Primeiras Estórias é um livro de Guimarães Rosa, publicado em 2011.
O volume reúne quatro contos que anteriormente haviam sido publicados na revista O Cruzeiro e no diário O Jornal, nos anos de 1929 e 1930. O autor nunca quis publicar os textos em livro, por considerar que eram "pecadilhos de juventude" que "não valiam nada". São histórias de fantasia, suspense e horror, influenciadas pela obra de Edgar Allan Poe.
Guimarães Rosa escreveu os contos para um concurso de contos promovido pela revista O Cruzeiro, do qual participaram também autores como Érico Veríssimo e Jerônimo Monteiro.

## Os contos
- O mistério de Highmore Hall - Publicação original: O Cruzeiro, 7 de dezembro de 1929)
- Chronos kai Anagke (Tempo e Destino) - Publicação original: O Cruzeiro, 21 de junho de 1930
- Caçadores de camurça - Publicação original: O Cruzeiro, 12 de julho de 1930
- Makiné - Publicação original: O Jornal, fevereiro de 1930